# Каджи
Каджи (бирм. , ‘большая ка’) — первая буква бирманского алфавита, обозначает глухой велярный взрывной согласный. В составе бирманского слова каджи может быть и в инициали слога (бжитвэ) и в финале (этэ). Имена, начинающиеся на букву каджи, по бирманским астрологическим обычаям даются детям родившимся в понедельник.

## Тэда (грамматика)
- Ка — катавибэ, показатель агенса, подлежащего; тхвекхвайапьявибэ, показатель, близкий к исходному падежу; нэйапьявибэ, показатель принадлежности топониму; эчейнпьявибе, показатель прошедшего времени при существительном.
- Ча (салоупау — каджияйича) — показатель множественного числа при глаголе.

## Бжитвэ
| Бжитвэ | Салоупау           | Чтение |
|        | Каджияпинча        | Ча     |
|        | Каджияйича         | Ча     |
|        | Кадживасхвэква     | Ква    |
|        | Каджияпинуасхвэчва | Чва    |
|        | Каджияйивасхвэчва  | Чва    |

## Кэтэ
Кэтэ — этэ, одна из финалей бирманского слога.
- — Кэтэ — «Э»
- — Тавейдоу-ечха-кэтэ — «Ау»
- — Лончжетин-тэчаунгин-кэтэ — «Ай»

## Омоглифы
По причине графической простоты каджи является омоглифом нескольких букв:
- сирийской буквы хэ — ܗ
- малаяламской буквы накарам — ന
- грузинской буквы они — ო
- подстрочный вариант телугуанской буквы лакараму лаватту.